# 1379
| 1379               |
| ------------------ |
| Dødsfald - Fødsler |
|                    |

| Gregoriansk kalender | 1379 MCCCLXXIX          |
| Ab urbe condita      | 2132                    |
| Armensk kalender     | 828 ԹՎ ՊԻԸ              |
| Kinesiske kalender   | 4075 – 4076 戊午 – 己未 |
| Etiopisk kalender    | 1371 – 1372             |
| Jødisk kalender      | 5139 – 5140             |
| Hindukalendere       |                         |
| - Vikram Samvat      | 1434 – 1435             |
| - Shaka Samvat       | 1301 – 1302             |
| - Kali Yuga          | 4480 – 4481             |
| Iransk kalender      | 757 – 758               |
| Islamisk kalender    | 781 – 782               |

Konge i Danmark: Oluf 2. 1376-1387
Se også 1379 (tal)

## Født
- Morten Jensen Gyrsting, dansk rigsråd (død 1448).